# Rhytidoponera laciniosa
Rhytidoponera laciniosa är en myrart som beskrevs av Hugo Viehmeyer 1912. Rhytidoponera laciniosa ingår i släktet Rhytidoponera och familjen myror. Inga underarter finns listade i Catalogue of Life.